# PEACE with Love
『PEACE with Love』（ピース・ウィズ・ラブ）は、2022年12月3日から2023年3月25日まで毎週土曜日の13:50 - 14:20にMBSラジオで放送されていたトーク番組。ダイエーの単独提供による事前収録番組でもある。

## 概要
毎日放送で30年以上にわたって報道の現場に携わるかたわら、ディレクター・プロデューサー・映画監督として数々のドキュメンタリー作品を世に送り出してきた榛葉健が、「平和とは何か。希望とは何か。一緒に『生きる』を考える。」というテーマを掲げて立ち上げた番組で、リスナーからも、「PEACE（平和）」や「Love（愛）」にまつわるメッセージや楽曲のリクエストを受け付けていた。
榛葉は「番組の発起人」という肩書で、大平修蔵（TikTokerとしても活動するファッションモデル）・豊崎由里絵（毎日放送出身のフリーアナウンサー）と共にパーソナリティを担当。さらに、番組の趣旨や放送で取り上げるテーマと関連したコラムを、当番組の公式サイトに向けて随時書き下ろしている。
大平はラジオ番組へのレギュラー出演を経験していなかったが、「（放送開始の時点で59歳の自分より）若い世代にこそ聴いて欲しい」という榛葉の意向から、いわゆる「Z世代の代表」としてパーソナリティに起用。榛葉が出演の打診に際して番組の仮タイトル（『PEACE Radio』）を提示したところ、打診を快諾したばかりか、「愛」を意味する『Love』をタイトルに加えることを提案したという。また、豊崎が古巣である毎日放送グループが制作する番組にレギュラー出演することは、同局を2019年10月31日付で退社してから初めてであった。
放送上は3部構成で、第1部（序盤）を「平和と愛の物語」（榛葉が世界各地の取材で出会った人々の「平和や愛にまつわるエピソード」を語るコーナー）、第2部（中盤）をリスナーから寄せられたメッセージの紹介、第3部（終盤）を「PEACE with Request」（リスナーから寄せられた「平和や愛にまつわるリクエスト曲」をメッセージと合わせて放送するコーナー）に充当。ただし、当日の「平和や愛にまつわる物語」にちなんだ楽曲を流す場合には、「Love and PEACE Request」を休止していた。
MBSラジオの公式YouTubeチャンネルでは、「Love and PEACE Request」の全編・放送中に流れた音楽・ダイエーのCMを編集で割愛した音源を放送の直後から配信していて、日本以外の国・地域に居住・滞在するユーザーにもYouTubeの「翻訳機能」を活用しながらの聴取を推奨している。
2023年のNPB（日本プロ野球）レギュラーシーズン開幕に伴って、当番組を放送する時間帯にMBSラジオが『MBSベースボールパーク』としてデーゲーム（基本として14:00開始の阪神タイガース公式戦）の中継を定期的に実施することなどを背景に、開幕の前週に当たる3月25日をもって放送を終了。最終回の「平和と愛の物語」では、榛葉が自身の半生と過去の放送を振り返りつつ、「平和と愛を願いながら取材を続けてきた理由」を明かした。

## 放送時間
- 毎週土曜日 13:50 - 14:20[3]（2022年12月3日 - 2023年3月25日）

## 出演者
パーソナリティ
- 大平修蔵（ファッションモデル・TikToker）[4]
- 榛葉健（毎日放送プロデューサー）
- 豊崎由里絵（毎日放送出身・アミューズ所属のフリーアナウンサー）
  - 「Love and PEACE Request」は基本として、豊崎を中心に進行。